# Brain-sur-l'Authion
Pour les articles homonymes, voir Brain.
Brain-sur-l'Authion est une ancienne commune française située dans le département de Maine-et-Loire, en région Pays de la Loire, devenue le 1er janvier 2016, une commune déléguée de la commune nouvelle de Loire-Authion.

## Géographie
Commune angevine du val d'Authion, Brain-sur-l'Authion se situe au nord de La Bohalle, sur la route D 113, Le Plessis-Grammoire / La Bohalle, et à proximité de la commune d'Andard.
La commune est traversée par l'Authion (rivière), et se situe dans le parc naturel régional Loire-Anjou-Touraine.

## Histoire
Quelques bassins carrés et cimentés ou des fragments de briques romaines témoignent de la présence d’une villa gallo-romaine.
La terre de Brain appartenait autrefois au seigneur de Beaupréau dont Bouchard de La Poeze. Son fils Gaudin de La Poeze céda l´église de Brain vers 1085 à l´abbaye de Saint-Serge en échange de la somme énorme pour l´époque de 1000 sols, ce qui fut d'ailleurs confirmé par le pape en 1159. Il fut suivi par son fils Hamelin de La Poeze avant que la terre ne passât en 1260 à Jousselin de Beaupréau.
Pendant la Première Guerre mondiale, 32 habitants perdent la vie. Lors de la Seconde Guerre mondiale, 5 habitants sont tués.
En fin d'année 2015, les communes d'Andard, Bauné, La Bohalle, Brain-sur-l'Authion, Corné, La Daguenière et Saint-Mathurin-sur-Loire se regroupent pour former la commune nouvelle de Loire-Authion.

### Les Hospitaliers
À Brain (sur-l'Authion) ou La Chapelle-Baussan était un membre ou dépendance des Hospitaliers de l'ordre de Saint-Jean de Jérusalem.

## Politique et administration

### Administration municipale

#### Administration actuelle
Depuis le 1er janvier 2016, Brain-sur-l'Authion constitue une commune déléguée au sein de la commune nouvelle de Loire-Authion et dispose d'un maire délégué.
| Période                                  | Période       | Identité           | Étiquette | Qualité        |
| ---------------------------------------- | ------------- | ------------------ | --------- | -------------- |
| Les données manquantes sont à compléter. |               |                    |           |                |
| janvier 2016                             | mai 2020      | Huguette Macé      |           |                |
| mai 2020                                 | novembre 2020 | Sophie Leroy       |           | Aide soignante |
| novembre 2020                            |               | Grégoire Jauneault |           |                |

#### Administration ancienne
| Période                                  | Période                   | Identité           | Étiquette | Qualité                                                                                              |
| ---------------------------------------- | ------------------------- | ------------------ | --------- | --- |
| Les données manquantes sont à compléter. |                           |                    |           | |
| juillet 1906                             | mai 1912                  | Henri Hervé        |           | |
| mai 1912                                 |                           | Paul Robin         |           | |
| novembre 1917                            | décembre 1919             | Michel Normandière |           | |
| décembre 1919                            | 1925 (décès)              | Célestin Moreau    |           | |
| décembre 1925                            | mai 1929                  | Robert Laurent     |           | Cultivateur                                                                                          |
| mai 1929                                 | décembre 1942 (démission) | Adolphe Royer      |           | |
| décembre 1942                            | 1944 (démission)          | Jean Houdet        |           | Nommé maire                                                                                          |
| décembre 1944                            | mai 1945                  | Jules Dalibon      |           | Nommé maire                                                                                          |
| mai 1945                                 | 1963 (décès)              | Maurice Chartier   |           | |
| mars 1963                                | mars 1965                 | Valentine Boutreux |           | |
| mars 1965                                | octobre 1967 (démission)  | Robert Pineau      |           | |
| octobre 1967                             | mars 1971                 | Valentine Boutreux |           | Ancienne première adjointe                                                                           |
| mars 1971                                | mars 1977                 | Jean Cherré        |           | |
| mars 1977                                | mars 1989                 | Jean-Marie Blin    |           | |
| mars 1989                                | mars 2008                 | Hubert Soldet      |           | Directeur de foyer d'accueil                                                                         |
| mars 2008                                | mars 2014                 | Daniel Joulin      | DVG       | Cadre EDF retraité                                                                                   |
| mars 2014                                | décembre 2015             | Huguette Macé      | DVG       | Ancienne directrice d'école Première adjointe au maire (2008 → 2014) Conseillère générale suppléante |

### Intercommunalité
La commune est membre jusqu'en 2015 de la communauté de communes de la Vallée-Loire-Authion, elle-même membre du syndicat mixte Pôle métropolitain Loire Angers. L'intercommunalité est dissoute le 31 décembre 2015.

### Autres circonscriptions
Jusqu'en 2014, Brain-sur-l'Authion fait partie du canton d'Angers-Trélazé et de l'arrondissement d'Angers. Ce canton compte alors quatre communes et une fraction d'Angers. C'est l'un des quarante-et-un cantons que compte le département ; circonscriptions électorales servant à l'élection des conseillers généraux, membres du conseil général du département. Dans le cadre de la réforme territoriale, un nouveau découpage territorial pour le département de Maine-et-Loire est défini par le décret du 26 février 2014. La commune est alors rattachée au canton d'Angers-7, avec une entrée en vigueur au renouvellement des assemblées départementales de 2015.

## Population et société

### Démographie

#### Évolution démographique
L'évolution du nombre d'habitants est connue à travers les recensements de la population effectués dans la commune depuis 1793. À partir du 1er janvier 2009, les populations légales des communes sont publiées annuellement dans le cadre d'un recensement qui repose désormais sur une collecte d'information annuelle, concernant successivement tous les territoires communaux au cours d'une période de cinq ans. 
Pour les communes de moins de 10 000 habitants, une enquête de recensement portant sur toute la population est réalisée tous les cinq ans, les populations légales des années intermédiaires étant quant à elles estimées par interpolation ou extrapolation. Pour la commune, le premier recensement exhaustif entrant dans le cadre du nouveau dispositif a été réalisé en 2005,.
En 2013, la commune comptait 3 438 habitants, en évolution de +2,05 % par rapport à 2008 (Maine-et-Loire : +3,3 %, France hors Mayotte : +2,49 %).
| 1793  | 1800  | 1806  | 1821  | 1831  | 1836  | 1841  | 1846  | 1851  |
| ----- | ----- | ----- | ----- | ----- | ----- | ----- | ----- | ----- |
| 1 792 | 1 338 | 1 341 | 1 490 | 1 596 | 1 637 | 1 614 | 1 637 | 1 647 |

| 1856  | 1861  | 1866  | 1872  | 1876  | 1881  | 1886  | 1891  | 1896  |
| ----- | ----- | ----- | ----- | ----- | ----- | ----- | ----- | ----- |
| 1 622 | 1 575 | 1 636 | 1 540 | 1 460 | 1 435 | 1 389 | 1 394 | 1 379 |

| 1901  | 1906  | 1911  | 1921  | 1926  | 1931  | 1936  | 1946  | 1954  |
| ----- | ----- | ----- | ----- | ----- | ----- | ----- | ----- | ----- |
| 1 393 | 1 257 | 1 310 | 1 137 | 1 086 | 1 150 | 1 170 | 1 219 | 1 473 |

| 1962  | 1968  | 1975  | 1982  | 1990  | 1999  | 2005  | 2010  | 2013  |
| ----- | ----- | ----- | ----- | ----- | ----- | ----- | ----- | ----- |
| 1 278 | 1 314 | 1 587 | 2 190 | 2 622 | 2 803 | 3 351 | 3 291 | 3 438 |

#### Pyramide des âges
La population de la commune est relativement jeune. Le taux de personnes d'un âge supérieur à 60 ans (14,8 %) est en effet inférieur au taux national (21,8 %) et au taux départemental (21,4 %).
Contrairement aux répartitions nationale et départementale, la population masculine de la commune est supérieure à la population féminine (51,8 % contre 48,7 % au niveau national et 48,9 % au niveau départemental).
La répartition de la population de la commune par tranches d'âge est, en 2008, la suivante :
- 51,8 % d’hommes (0 à 14 ans = 21,9 %, 15 à 29 ans = 21,7 %, 30 à 44 ans = 20,9 %, 45 à 59 ans = 21,1 %, plus de 60 ans = 14,4 %) ;
- 48,2 % de femmes (0 à 14 ans = 23,2 %, 15 à 29 ans = 14,7 %, 30 à 44 ans = 24,3 %, 45 à 59 ans = 22,6 %, plus de 60 ans = 15,2 %).

| Hommes | Classe d’âge | Femmes |
| ------ | ------------ | ------ |
| 0,1    | 90 ans ou +  | 0,1    |
| 3,7    | 75 à 89 ans  | 4,4    |
| 10,6   | 60 à 74 ans  | 10,7   |
| 21,1   | 45 à 59 ans  | 22,6   |
| 20,9   | 30 à 44 ans  | 24,3   |
| 21,7   | 15 à 29 ans  | 14,7   |
| 21,9   | 0 à 14 ans   | 23,2   |

| Hommes | Classe d’âge | Femmes |
| ------ | ------------ | ------ |
| 0,4    | 90 ans ou +  | 1,1    |
| 6,3    | 75 à 89 ans  | 9,5    |
| 12,1   | 60 à 74 ans  | 13,1   |
| 20,0   | 45 à 59 ans  | 19,4   |
| 20,3   | 30 à 44 ans  | 19,3   |
| 20,2   | 15 à 29 ans  | 18,9   |
| 20,7   | 0 à 14 ans   | 18,7   |

## Économie
Sur 202 établissements présents dans la commune à fin 2010, 18 % relevaient du secteur de l'agriculture (pour une moyenne de 17 % dans le département), 7 % du secteur de l'industrie, 12 % du secteur de la construction, 48 % de celui du commerce et des services et 15 % du secteur de l'administration et de la santé.

## Culture locale et patrimoine

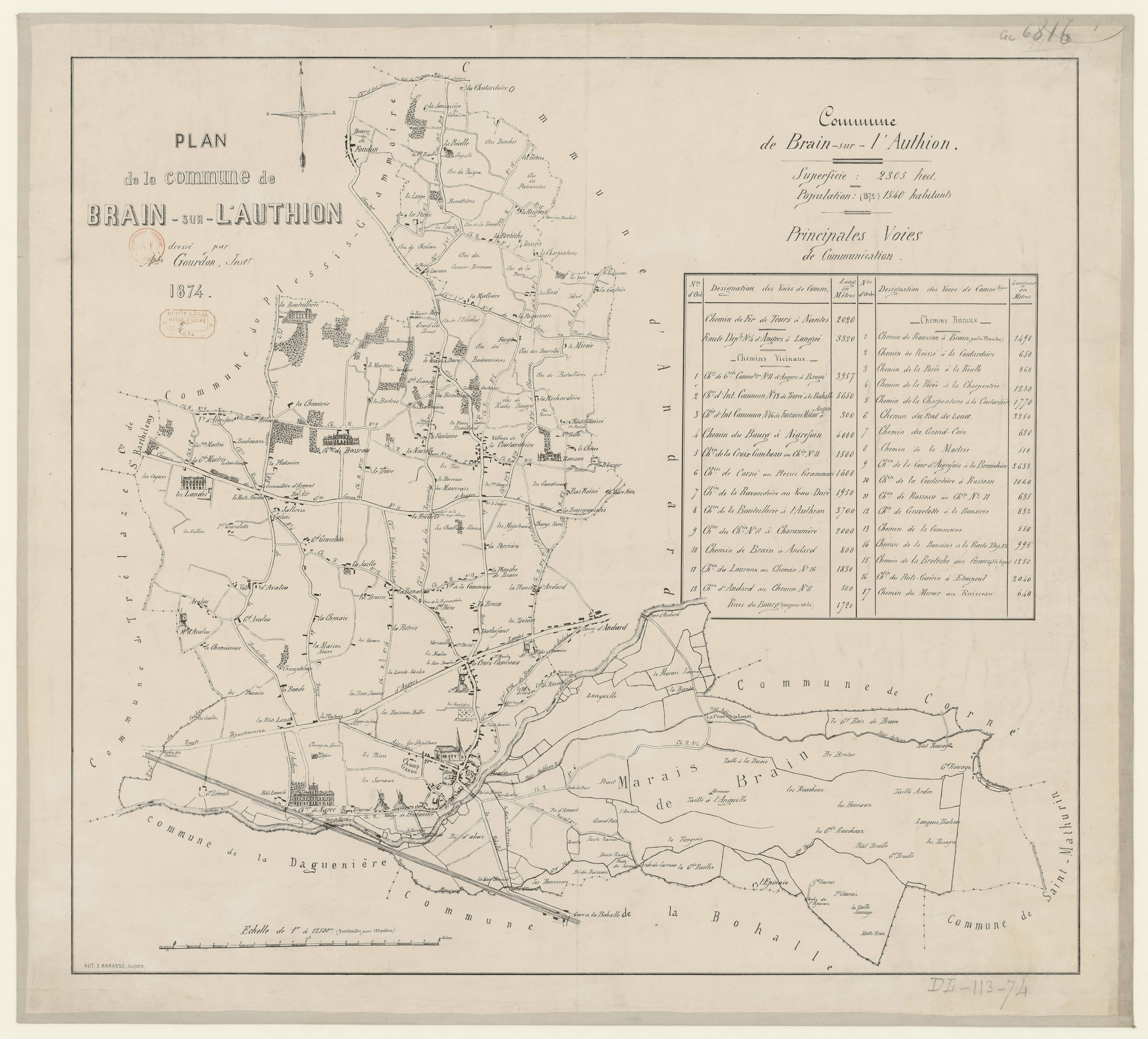
Plan de la commune de Brain-sur-l'Authion en 1874.

### Lieux et monuments
- Château de Narcé, du XVIIIe siècle[21].
- Église Saint-Pierre, des XIIe et XIIIe siècles[22].
- Logis des Landes, des XVe et XVIIIe siècles[23].

### Personnalités liées à la commune
- Ferdinand Hervé-Bazin (1847-1889), né à Brain-sur-l'Authion, écrivain et grand-père d'Hervé Bazin.
- Élie Lainé (1829-1911), né à Brain-sur-l'Authion, architecte paysagiste.
- Jean Noblet (1919-2010), coureur cycliste françaisn né à Brain-sur-l'Authion